# Nagyváty
Nagyváty là một thị trấn thuộc hạt Baranya, Hungary. Thị trấn này có diện tích 12,67 km², dân số năm 2010 là 352 người, mật độ 28 người/km².